# Clinodiplosis rubisolita
Clinodiplosis rubisolita är en tvåvingeart som beskrevs av Ephraim Porter Felt 1908. Clinodiplosis rubisolita ingår i släktet Clinodiplosis och familjen gallmyggor. Inga underarter finns listade i Catalogue of Life.